# Wilhelm Schwinghammer

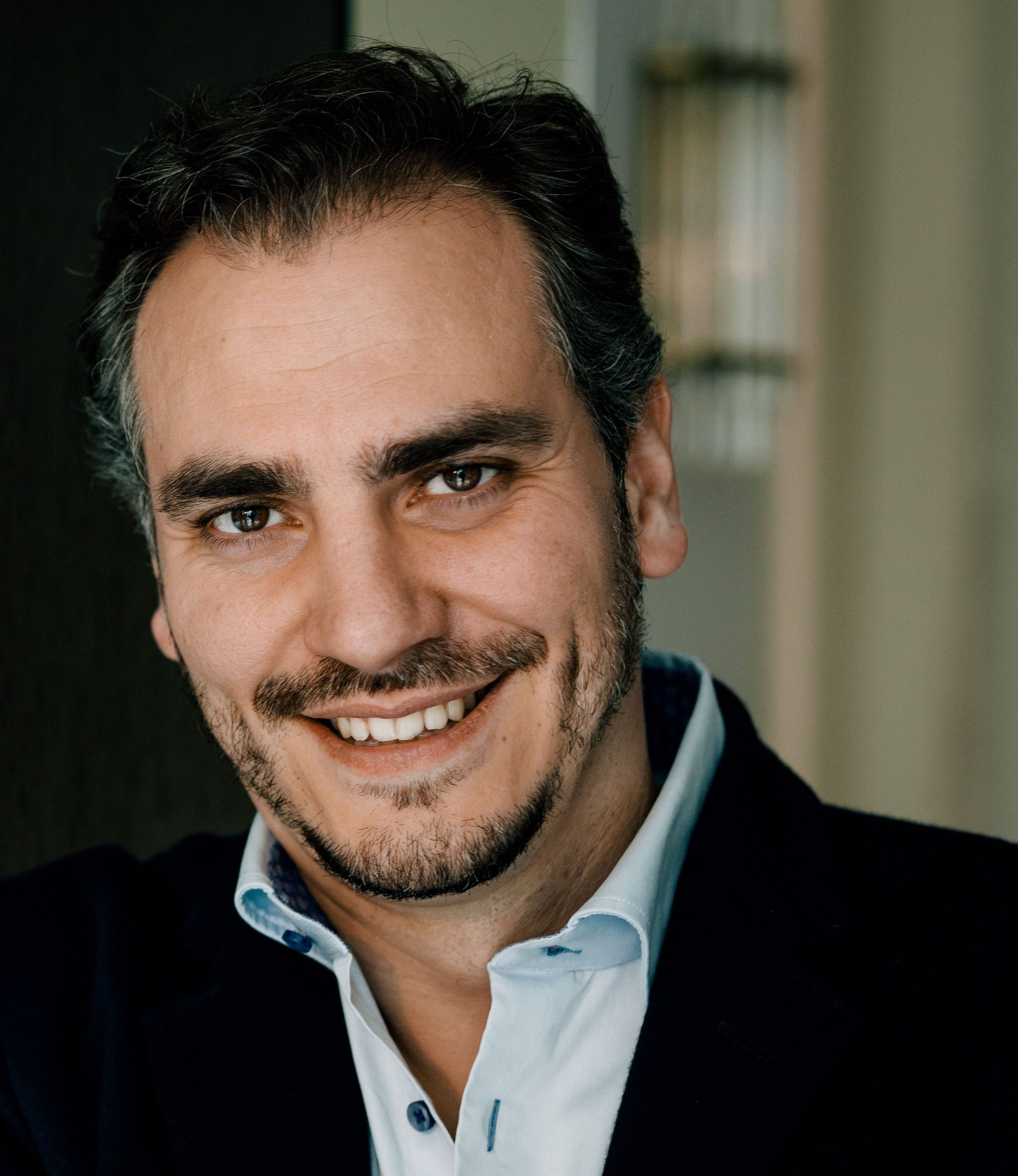
Wilhelm Schwinghammer (2017)

Wilhelm Schwinghammer (* 1977 in Vilsbiburg) ist ein deutscher Opernsänger (Bass).

## Leben
Wilhelm Schwinghammer wurde in Vilsbiburg im bayerischen Landkreis Landshut geboren, aufgewachsen ist er in Taufkirchen/Vils im Landkreis Erding. Als Junge sang er bei den Regensburger Domspatzen, deren Musikgymnasium er bis zum Abitur 1998 besuchte. Schwinghammer studierte ab 2000 an der Universität der Künste Berlin Gesang bei Harald Stamm und war Meisterschüler von Kurt Moll und von Marjana Lipovšek. Als Student sang er u. a. in den Vokalensembles Collegium Vocale Gent (Leitung Philippe Herreweghe) und Sette Voci (Leitung Peter Kooij) mit. Unter der Leitung von René Jacobs sang Schwinghammer in Händels Oratorium Saul.
2003 nahm die Hamburgische Staatsoper Schwinghammer in das Internationale Opernstudio auf. 2006 wurde er in das feste Ensemble der Hamburgischen Staatsoper übernommen. Zu seinem Repertoire gehören u. a. Sarastro aus der Zauberflöte, Figaro aus Le nozze di Figaro, Fasolt aus Rheingold, Fafner aus Siegfried, König Heinrich aus Lohengrin, König Marke aus Tristan und Isolde, Landgraf Hermann aus Tannhäuser, Daland aus Der fliegende Holländer, Orest aus Elektra, Leporello aus Don Giovanni, Sparafucile aus Rigoletto, Rocco aus Fidelio und Baron Ochs auf Lerchenau aus Der Rosenkavalier. Seit 2017 arbeitet er freischaffend.
2008 sang Wilhelm Schwinghammer zur Eröffnung der Bundesliga-Saison 08/09 in der Münchner Allianz-Arena, 2011 ebenso im Westfalenstadion zur Eröffnung der Saison 2011/2012 die Nationalhymne.
2005 debütierte Wilhelm Schwinghammer bei den Salzburger Festspiele neben Anna Netrebko und Rolando Villazón als Dr. Grenvil in La traviata. 2012 trat er zum ersten Mal bei den Bayreuther Festspielen auf und sang König Heinrich in Lohengrin. Diese Partie übernahm er in Bayreuth auch in den Jahren 2013–2015. 2014 und 2015 gab er zudem auch Fasolt in Frank Castorfs Rheingold. 2019 kehrte er für die Neuproduktion von Tannhäuser nach Bayreuth zurück. 2013 sang er König Marke in der Neuinszenierung von Tristan und Isolde an der Washington National Opera. 2014 debütierte er an der Bayerischen Staatsoper in München als Titurel im Parsifal. 2016 war Wilhelm Schwinghammer als Sarastro in der Zauberflöte an der Los Angeles Opera, als Fasolt an der Lyric Opera in Chicago, in Beethovens 9. Sinfonie beim Tanglewood Festival mit dem Boston Symphony Orchestra unter Andris Nelsons sowie als Rocco im Fidelio unter Zubin Mehta mit dem Israel Philharmonic Orchestra zu erleben. 2018 sang er Il re di Skozia in einer Neuproduktion von Ariodante an der Wiener Staatsoper, im gleichen Jahr gab er sein Rollendebüt als Baron Ochs auf Lerchenau in Richard Strauss’ Der Rosenkavalier am Königlichen Opernhaus Stockholm. 2019 gastierte er als Orest in einer Neuproduktion von Elektra an der Oper in Toronto und als Rocco in Fidelio an der Staatsoper Hamburg.

## Auszeichnungen und Preise (Auswahl)
- 2009: 2. Preis und Publikumspreis beim Internationalen Musikwettbewerb der ARD
- 2010/11: Dr.Wilhelm-Oberdörffer-Preis der Hamburgischen Staatsoper